# Jujuy (prowincja)
Jujuy (czyt. chuchui) – prowincja w północno-zachodniej Argentynie. Stolicą prowincji jest miasto San Salvador de Jujuy.
Występuje wydobycie rud żelaza, cynku i ołowiu. Uprawia się trzcinę cukrową i tytoń. Hoduje się bydło i lamy.

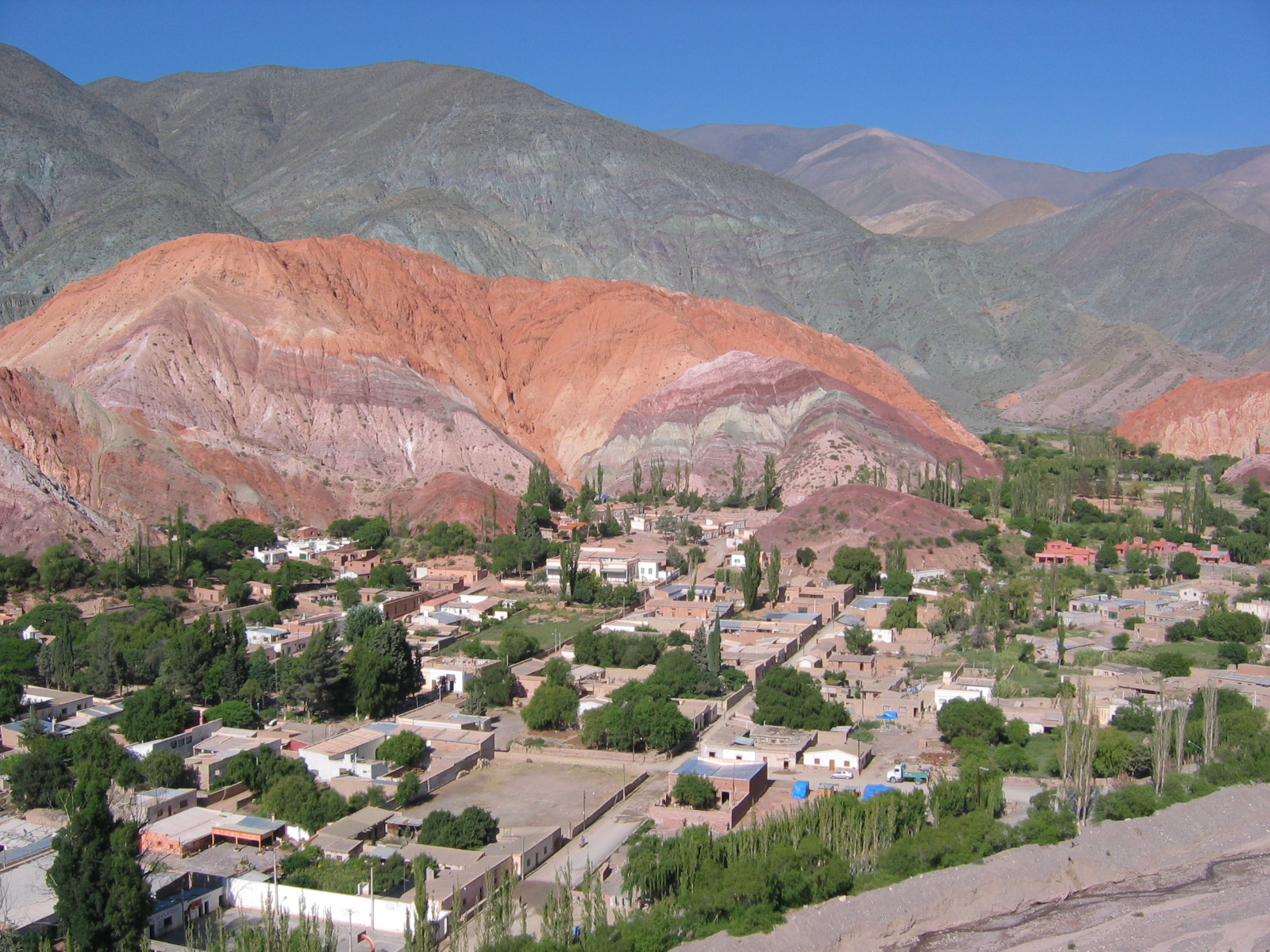
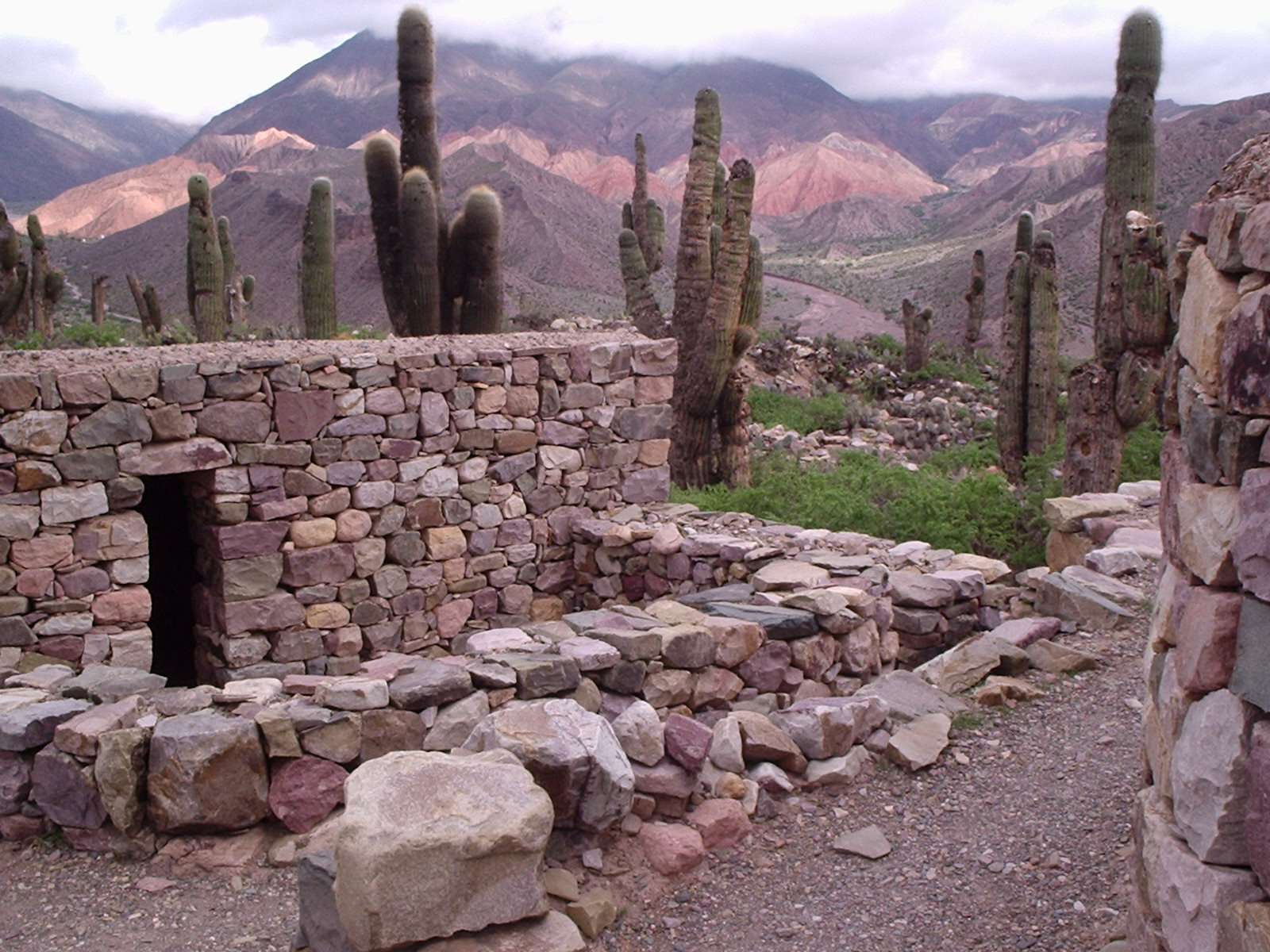
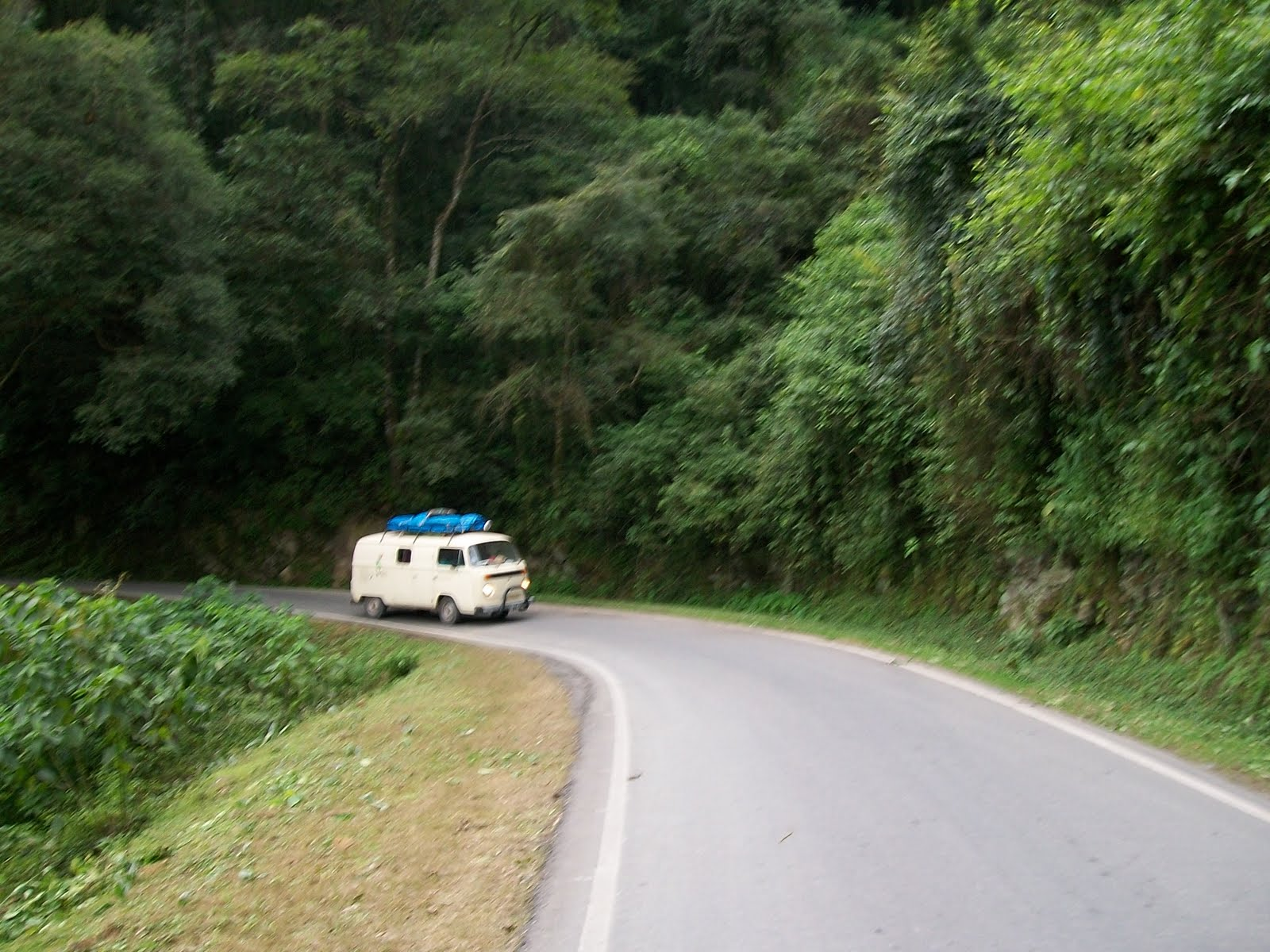
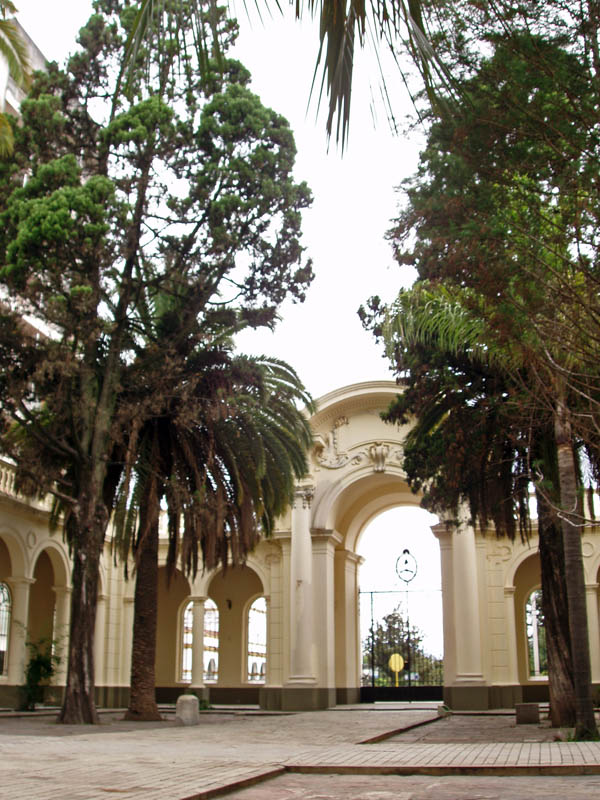